# تینکه بارتلس
مارتینا آنا آنتونیا «تینکه» بارتلس دو فریس (زادهٔ ۶ فوریهٔ ۱۹۵۱ میلادی در آیندهوون) یک سوارکار زن اهل کشور هلند است. وی در بازی‌های المپیک ۱۹۹۲ بارسلون اسپانیا مدال نقرهٔ تیمی را در رویداد درساژ به همراه آنه‌ماری ساندرز و الن بونچیه و انکی فان گرونسون بدست آورد. در بخش انفرادی او به مقام ۱۵م رسید.

## زندگی‌نامه
چهار سال پس از آن بارتلس به همراه انکی فان گرونسون و زوج گونلین روتنبرگر و سون روتنبرگر این موفقیت را تکرار کرد. او از سال ۱۹۸۴ در چهار المپیک تابستانی به نمایندگی از کشورش شرکت داشته‌است. دخترش ایمکه بارتلس در بازی‌های المپیک تابستانی ۲۰۰۴ که در آتن یونان برگزار می‌شد شرکت داشت.
بارتلس در ۷ نوامبر ۲۰۰۷ پس از سقوط از اسبش در هنگام تمرین به شدت از ناحیه سر و گردن مصدوم شد.